# Йорданка Фандъкова
Йорданка Асенова Фандъкова е българска учителка, политик от ГЕРБ и най-дълго управлявалият кмет на София (2009 – 2023). В периода 2005 – 2009 е заместник-кмет на Столична община по образование, култура, спорт и превенции на зависимости. На 27 юли 2009 г. е избрана от XLI народно събрание за министър на образованието, младежта и науката. На 15 ноември 2009 г. печели изборите за кмет на Столична община и полага клетва за кмет на 23 ноември 2009 г., с което става първата жена на този пост. От юни 2024 г. е Народен представител в L народно събрание.

## Биография

### Ранен живот и образование
Йорданка Фандъкова е родена на 12 април 1962 година в Самоков в семейството на служители на „Балкантурист“, работещи в Боровец. През основното си образование бива запалена към спорта от учителката си по физическо възпитание и спорт Иванка Митева. Завършва 35-а руска езикова гимназия „Добри Войников“ в София и Софийския университет „Св. Климент Охридски“ със специалност „Руска филология“. След това работи като учителка по руски език (от 1985) и директорка (от 1998) в 73-то средно общообразователно училище „Владислав Граматик“ в София.

### Политическа кариера
През 2005 г., когато кмет на Столичната община е Бойко Борисов, Йорданка Фандъкова става заместник-кмет по културата, образованието, спорта и превенцията на зависимости. Като зам.-кмет на София Йорданка Фандъкова провежда театралната реформа в столичните театри, заедно с артистите. 
В началото на 2008 г. общинската администрация прави опит да въведе система за записване в общинските детски градини чрез Интернет. Проблемът е политически чувствителен, тъй като броят на местата е значително по-малък от броя на желаещите да се запишат. При пускането в действие на системата възникват сериозни технически проблеми, което предизвиква множество отрицателни реакции. Фандъкова подава оставка като заместник-кмет, но тя не е приета от кмета Бойко Борисов. Освободен е само ръководителят на Дирекция „Образование“ в общината.
На парламентарните избори на 5 юли 2009 г. Йорданка Фандъкова е избрана за народен представител от ГЕРБ. В Народното събрание не остава дълго, тъй като на 27 юли е избрана за министър на образованието, младежта и науката в правителството на България с министър-председател Бойко Борисов.
През септември 2009 г. ГЕРБ обявява кандидатурата на Фандъкова за освободения от лидера на партията Бойко Борисов пост на кмет на Столичната община. Подкрепа за нейната кандидатура заявяват и по-малките десни партии Съюз на демократичните сили и Демократи за силна България. Печели изборите с 67% от подадените гласове, но при рекордно ниска избирателна активност от 24%.
В края на август 2011 г. обявява кандидатурата си за нов мандат за кмет на Столична община на предстоящите местни избори. На 23 октомври 2011 г. Йорданка Фандъкова печели изборите за кмет на София.
През месец октомври 2015 печели изборите за кмет на София за трети път, отново на първи тур, събира 238 500 гласа, в проценти – 60,17%.
На местните избори през 2019 г. побеждава на втория тур, събирайки 209 542 гласа, в проценти – 49,98%.
През ноември 2022 г. Бойко Борисов заявява, че ГЕРБ няма да предложи Фандъкова за кмет на следващите избори.
Кмет на София
По времето на кметуването на Йорданка Фандъкова са построени 42,5 км метро, или 80% от метромрежата на София. Пътуващите с метрото всеки ден достигат до 360 000 души през 2023 г., спрямо 70 000 през 2009 г. Тя оставя в строителство още 9 км метро, които са разширения на третата линия. По време на нейното управление е извършена най-мащабната модернизация на градския транспорт и се постига над два пъти намаление на емисиите от транспорта. Обновени са 100% от тролеите, 90% от автобусите и 50% от трамваите на градския транспорт. В периода на управление на Фандъкова са изградени 6 кръстовища на две нива.
По нейно време е изградена първата в България интегрирана автоматизирана система за видеонаблюдение с над 9500 камери. Системата обхваща 100% от училищата, 85% от детските градини, 100% от булевардите, влизащи в центъра и пешеходните пространства, 100% от превозните средства на градския транспорт и метростанциите, 80% от най-посещаваните паркове и 70% от всички основни кръстовища в града.
По време на управлението на Йорданка Фандъкова са изградени 4 музея: Музея за история на София, подземния музей под базиликата „Св. София“, Триъгълната кула и археологическата експозиция „Антична Сердика“. Йорданка Фандъкова инициира създаването на двете най-големи програми за подкрепа в областта на културата – това са столичната програма „Култура“ и Календар на културните събития на Столична община. Заедно с група артисти от независимата артистична сцена Йорданка Фандъкова поставя началото на мащабен работен процес, който завършва с трансформацията на изоставено пространство и превръщането му в центъра за съвременно изкуство „Топлоцентрала“. 

## Семейство
Йорданка Фандъкова е омъжена за педиатъра Юри Фандъков. Двамата имат една дъщеря.